# Zwei kleine Perlen
Zwei kleine Perlen B. 156 sind Klavierstücke des Komponisten Antonín Dvořák.

## Hintergrund
Komponiert wurden beide Stücke am 11. November 1887, als Dvořák noch häufiger auf Auslandsreisen, insbesondere England und Österreich, war.  Diese waren für die 7. Ausgabe der Young Czech Pianist Collection angedacht, veröffentlicht durch Urbánek in Prag. Diese Miniaturen dienen jungen Künstlern zum Üben.
Beide Stücke entsprechen Tänzen. Zum Reigen (Do kola) steht in F-Dur (vivace; 2/4-Takt), entspricht mit dem Schema der Da-capo-Arie und besteht aus 72 Takten. Teil B steht in der Subdominanten B-Dur. Die Polka könnte hierbei als Tanz zur Inspiration dienen.
Großvater tanzt mit Großmutter (Dědeček tančí s babičkou) steht in der Tonart g-Moll und im 3/8-Takt und hat die Tempobezeichnung Allegretto grazioso. Die Form entspricht hier ABACABA und besteht aus 74 Takten; die ersten acht Takte werden wiederholt. Die Teile B stehen in B-Dur und Teil C in G-Dur. Hier könnte sowohl Rondo als auch Mazurka als Inspiration dienen.